# Bambuterol
Bambuterol (INN) là một chất chủ vận adrenoceptor (LABA) có tác dụng lâu dài được sử dụng trong điều trị hen suyễn; nó cũng là một tiền chất của terbutaline. Về mặt thương mại, công ty dược phẩm AstraZeneca sản xuất và đưa ra thị trường bambuterol là Bambec và Oxeol.
Nó không có sẵn ở Mỹ.

## Chỉ định
Như các LABA khác, bambuterol được sử dụng trong điều trị lâu dài bệnh hen suyễn kéo dài. Nó không nên được sử dụng như một loại thuốc cứu hộ để giảm các triệu chứng hen suyễn ngắn hạn.

### Chống chỉ định
Bambuterol chống chỉ định trong thai kỳ và ở những người bị suy giảm nghiêm trọng chức năng gan. Nó có thể được sử dụng bởi những người bị suy thận, nhưng điều chỉnh liều là cần thiết.

## Tác dụng phụ
Hồ sơ tác dụng phụ của bambuterol tương tự như salbutamol, và có thể bao gồm mệt mỏi, buồn nôn, đánh trống ngực, nhức đầu, chóng mặt và run.

## Tương tác
Sử dụng đồng thời bambuterol với corticosteroid, thuốc lợi tiểu và dẫn xuất xanthine (như theophylline) làm tăng nguy cơ hạ kali máu (giảm nồng độ kali trong máu).
Bambuterol hoạt động như một chất ức chế cholinesterase, và có thể kéo dài thời gian tác dụng của suxamethonium (succinylcholine) và các loại thuốc khác mà sự phân hủy trong cơ thể phụ thuộc vào chức năng của cholinesterase. Hoạt động của butyrylcholinesterase trở lại bình thường khoảng hai tuần sau khi ngừng bambuterol. Nó cũng có thể tăng cường tác dụng của thuốc ức chế thần kinh cơ không khử cực, chẳng hạn như vecuronium bromide.